# Chorwerk Ruhr
Chorwerk Ruhr (Eigenschreibweise CHORWERK RUHR) ist ein Vokalensemble in Deutschland. Sein Repertoire reicht von der abendländischen Ein- und Mehrstimmigkeit bis zu großen oratorischen Werken. Der Chordirigent Florian Helgath ist seit 2011 künstlerischer Leiter von Chorwerk Ruhr. Er sieht einen Schwerpunkt seiner Arbeit darin, zeitgenössische Chormusik in Bezug auf traditionelle Musikformen zu beleuchten und somit für den Zuhörer vor dem Hintergrund der Musikgeschichte neu wirken zu lassen.
Chorwerk Ruhr ist ein Projekt der Kultur Ruhr GmbH, gefördert durch das Ministerium für Kultur und Wissenschaft des Landes Nordrhein-Westfalen und den Regionalverband Ruhr.

## Geschichte
Das 1999 gegründete Vokalensemble CHORWERK RUHR entwickelte sich zu einer festen Säule der Vokalkunst im deutschsprachigen Raum. Die außerordentliche Qualität des Chores ist es, den speziellen Anforderungen solistischer Besetzungen ebenso gerecht zu werden wie eine perfekte Verschmelzung des Ensembles im Chorklang zu erreichen. Im November 2011 hat der mehrfach ausgezeichnete Dirigent Florian Helgath die Künstlerische Leitung übernommen. CHORWERK RUHR hat sich als eines der hochwertigen künstlerischen Markenzeichen der Metropolregion Ruhr und als einer der Spitzenchöre Deutschlands etabliert. Seit der Gründung fanden Konzerte mit Musik aus allen Epochen bis zur Gegenwart statt in Zusammenarbeit mit namhaften Dirigenten wie George Benjamin, Frieder Bernius, Sylvain Cambreling, Reinhard Goebel, Robin Gritton, Rupert Huber, Susanna Mälkki, Kent Nagano, Peter Neumann, Emilio Pomàrico, Peter Rundel, Marcus Stenz, Bruno Weil und Hans Zender. In Konzerten mit renommierten Orchestern wie der Deutschen Kammerphilharmonie Bremen, den Berliner Philharmonikern, Concerto Köln, Ensemble Resonanz, l’arte del mondo, Ensemble Musikfabrik, Ensemble Modern, den Bochumer Symphonikern, dem SWR Sinfonieorchester Baden-Baden und Freiburg und dem Symphonieorchester des Bayerischen Rundfunks begeistert CHORWERK RUHR immer wieder sein Publikum und erntet herausragende Kritiken. Häufige Aufnahmen durch WDR und DLF und die Teilnahme an nationalen sowie internationalen Musikfestivals spiegeln die Beliebtheit des Ensembles wider. Mit dem TENSO-Netzwerk arbeitet der Chor auf organisatorischer Ebene regelmäßig mit professionellen Kammerchören in ganz Europa zusammen. Alljährlich kooperiert CHORWERK RUHR in besonderer Form mit der Ruhrtriennale. CHORWERK RUHR ist ein Bestandteil der Kultur Ruhr GmbH, gefördert durch das Ministerium für Kultur und Wissenschaft des Landes Nordrhein-Westfalen.

## Diskographie (Auswahl)
- Christoph Willibald Gluck: L’innocenza giustificata. Feseta teatrale von Giacomo Durazzo mit Texten von Pietrao Metastasio - María Bayo, Andreas Karasiak, Marina de Liso, Verònica Cangemi, Chorwerk Ruhr, Einstudierung: Wolfgang Kläsener, Cappella Coloniensis, Leitung: Christopher Moulds - DHM, 2 CD 8287658796 2
- Wolfgang Rihm: Vigilia für sechs Stimmen und Ensemble - Chorwerk Ruhr, Ensemble Modern, Leitung: Rupert Huber - NEOS 10817
- Franz von Suppè: Die schöne Galathée. Komisch-mythologiche Oper in einem Akt auf einen Text von Henrion Poly - Einrichtung der Dialoge: Hans-Joachim Wagner, Jürg Dürmüller, Marianne Beate Kielland, Klaus Häger, Eleonore Marguerre, Christian Brückner, Chorwerk Ruhr, Einstudierung: Philipp Ahmann, Cappela Coloniensis, Leitung: Bruno Weil Capriccio, 2 CD 60134
- Robert Schumann: Romanzen & Balladen opp. 67, 75, 145, 146 / Doppelchörige Gesänge op. 141 - Chorwerk Ruhr, Ltg. Robin Gritton - Capriccio 67196
- Arnold Schönberg: Moses und Aron. - In der Regie von Willy Decker mit Chorwerk Ruhr (Rupert Huber, Einstudierung), Bochumer Symphoniker (Michael Boder, Musikalische Leitung), Dale Duesing (Moses), Andreas Conrad (Aron) - Euroarts 2058178
- Johannes Brahms: Ein Deutsches Requiem - Johanna Winkel (Sopran), Krešimir Stražanac (Bass), Sebastian Breuing und Christoph Schnackertz (Klavier), Chorwerk Ruhr, Florian Helgath (Dirigent), Coviello Classics COV91905
- Wolfgang Amadeus Mozart: Requiem (in der Fassung von Franz Xaver Süßmayr & Joseph Eybler, komplettiert und editiert von Michael Ostrzyga) mit weiteren Werken von Ignaz Ritter von Seyfried (1776–1841) - Gabriela Scherer (Sopran), Anke Vondung (Alt), Tilman Lichdi (Tenor), Tobias Berndt (Bass), Chorwerk Ruhr, Concerto Köln, Florian Helgath (Dirigent) - Coviello Classics 9860689
- Cafe Beethoven (Bagatellen von und über Beethoven für Chor, Mezzosopran, Schauspieler, Klavier) - Elvira Bill (Mezzosopran), Thomas Weissengruber (Schauspieler), Christopher Bruckman (Klavier), Chorwerk Ruhr, Florian Helgath (Dirigent), Rudolf Herfurtner (Konzept und Text) - Coviello Classics COV92006
- Bodenschätze (Motetten aus dem Florilegium Portense) - Chorwerk Ruhr, Capella de la Torre, Florian Helgath (Dirigent) - Coviello Classics COV92112
- Heinrich Schütz: Musikalische Exequien / Nikolaus Brass: Voices - Chorwerk Ruhr, Florian Helgath (Dirigent) - Coviello Classics COV92210
- Karlheinz Stockhausen: Carré / Mauricio Kagel: Chorbuch - Chorwerk Ruhr, Bochumer Symphoniker, Florian Helgath (Dirigent), Rupert Huber (Dirigent), Matilda Hofmann (Dirigentin), Michael Alber (Dirigent) - Coviello Classics COV92113